# Uemskij
Uemskij (in lingua russa Уемский) è una città situata in Russia, nell'Oblast' di Arcangelo, più precisamente nel Primorskij rajon.